# Eudendrium glomeratum
Eudendrium glomeratum is een hydroïdpoliep uit de familie Eudendriidae. De poliep komt uit het geslacht Eudendrium. Eudendrium glomeratum werd in 1952 voor het eerst wetenschappelijk beschreven door Picard. 